# Jennifer Stemmann
Jennifer Stemmann (* 12. Februar 1981 in Witten) ist eine deutsche Berufsbildungsingenieurin und Technikdidaktikerin. Sie ist die Vize-Direktorin des Research Center for Climate Change Education and Education for Sustainable Development (ReCCE) und Professorin an der Pädagogischen Hochschule Freiburg.

## Leben und Wirken
Jennifer Stemmann absolvierte das Abitur am Goethe-Gymnasium in Bochum und im Anschluss daran eine Ausbildung zur Technischen Zeichnerin in der Fachrichtung Maschinen- und Anlagentechnik bei  Demag Cranes & Components GmbH in Wetter. Nach der mit Auszeichnung beendeten Ausbildung studierte Jennifer Stemmann an der Technischen Universität Dortmund Berufsbildungsingenieurin Maschinenbau mit den Abschlüssen Diplom Maschinenbau und 1. Staatsexamen für berufliche Schulen (Fertigungstechnik und Maschinentechnik). 2010 bis 2011 arbeitete Jennifer Stemmann als wissenschaftliche Angestellte am Lehrstuhl Technik und ihre Didaktik an der Technischen Universität Dortmund. Im Frühjahr 2011 wechselte sie zur Universität Duisburg-Essen und arbeitete dort als wissenschaftliche Angestellte im FachbereichTechnologie und Didaktik der Technik. Hier promovierte sie 2016 im Bereich der Technikdidaktik zum technischen Problemlösen. Seit 2020 ist Jennifer Stemmann Professorin für Technik und ihre Didaktik an der Pädagogischen Hochschule Freiburg. Innerhalb der Pädagogischen Hochschule Freiburg bringt Stemmann sich seit 2022 als Vizedirektorin des Research Center for Climate Change Education and Education for Sustainable Development (ReCCE) und seit 2023 als zentrale Gleichstellungsbeauftragte ein.

## Forschungsschwerpunkte
Die Forschungsschwerpunkte von Jennifer Stemmann liegen auf der empirischen Lehr-Lernforschung im Kontext technischer Bildung. Hierbei legt sie den Fokus auf das Lernen in (computer-)simulierten Lernumgebungen, Lernen von und mit digitalisierter Technik, Prozesse des technischen Problemlösens, motivationsbezogene Einflussfaktoren auf technisches Handeln und die Kompetenzerfassung in Bezug auf nachhaltiges technisches Handeln. Darüber hinaus beschäftigt sie sich mit didaktischer Entwicklungsforschung, indem sie mobile Experimentiersets, virtuelle Technik-Labore und außerschulische Lernorte betrachtet. Jennifer Stemmann leitet zahlreiche Forschungsprojekte, die u. a. von der Deutschen Forschungsgemeinschaft (DFG), dem Bundesministerium für Bildung und Forschung (BMBF) und verschiedenen Landesministerien in Baden-Württemberg gefördert werden.

## Publikationen
- Hahnel, C. & Stemmann, J. (2023). Entwicklung eines Fragebogens zur ökonomischen Erfassung technikbezogener Einstellungen und Selbstwahrnehmungen. Diagnostica, https://doi.org/10.1026/0012-1924/a000323
- Perlwitz, P., Spangenberger, P. & Stemmann, J. (2023). Serious Games – effektive spielbasierte Lernanwendungen zur Förderung der Selbstwirksamkeitserwartung in technischen Kontexten. In B. Zinn (Hrsg.). Virtual Reality, Augmented Reality und Serious Games als Educational Technologies in der beruflichen Bildung (S. 235–251). Franz Steiner Verlag.
- Gideon, I., Stemmann, J. & Plötzner R. (2023). Lässt sich die Funktionsweise technischer Systeme durch die Exploration digitaler, interaktiver 3D-Modelle verstehen? tu Technik im Unterricht. 189 (3), 20-23.
- Moelter-Reich, A. M., Stemmann, J. & Carrapatoso, A. (2023). Analyse zur Verankerung des Themas Klimawandel in zugelassenen Sachunterrichtsbüchern für Grundschulen in Deutschland. Zeitschrift für Grundschulforschung, 16(2), 409–425. https://doi.org/10.1007/s42278-023-00169-y
- Perlwitz, P. & Stemmann, J. (2022). Flow and Self-efficacy in a Serious Game for STEM Education. In H. Söbke, P. Spangenberger, P. Müller & S. Göbel (Hrsg.). Serious Games (Bd. 13476, S. 3–16). Springer International Publishing. https://doi.org/10.1007/978-3-031-15325-9_1
- Stemmann, J. (2021). Metakognition und Selbstkonzept – Motivationsbezogene Einflussgrößen auf technisches Handeln. Journal of Technical Education (JOTED), 9(1), 74–90. https://doi.org/10.48513/joted.v9i1.224
- Richter, A. & Stemmann, J. (2020). Ingenieurpädagogik – Qualitätsmerkmal und/oder schöner Schein? In F. Bünning, M. Dick, R. W. Jahn & A. Seltrecht (Hrsg.). Zwischen Ingenieurpädagogik, Lehrkräftebildung und betrieblicher Praxis: Eine Festschrift für Klaus Jenewein (S. 83–97). wbv.
- Stemmann, J. (2019). Gendergerechte Technik – eine Herausforderung für das Lernen in einer digitalen Welt? Journal of Technical Education (JOTED), 7(1), 32–52. https://doi.org/10.48513/joted.v7i1.171
- Stemmann, J. (2018). Problemlösen im Umgang mit technischen Geräten – eine allgemeine oder kontextspezifische Kompetenz? In T. Prescher, C. Marquardt & J. Fluck (Hrsg.). Empirische Pädagogik: 32 (1). Überfachliche Kompetenzen als kompetenzgenerierende Lösungsmuster (S. 46–62). Verlag Empirische Pädagogik.
- Stemmann, J. (2016). Technische Problemlösekompetenz im Alltag – theoretische Entwicklung und empirische Prüfung des Kompetenzkonstruktes Problemlösen im Umgang mit technischen Geräten [Dissertation]. Universität Duisburg-Essen, Essen. https://d-nb.info/1124395601/34
- Stemmann, J. & Lang, M. (2016). Wodurch wird die Interaktion mit technischen Alltagsgeräten zum Problem? Identifikation und Analyse schwierigkeitsbestimmender Merkmale im Umgang mit technischen Systemen. In J. Menthe, D. Höttecke, T. Zabka, M. Hammann & M. Rothgangel (Hrsg.). Fachdidaktische Forschungen: Bd. 10. Befähigung zu gesellschaftlicher Teilhabe: Beiträge der fachdidaktischen Forschung (S. 247–260). Waxmann.